# ブランデンブルク統治者の一覧

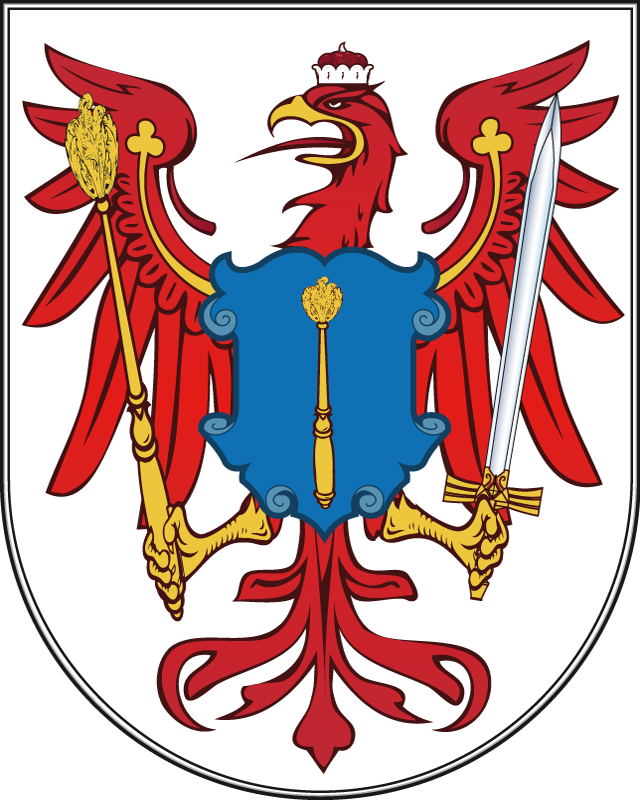
ブランデンブルク辺境伯の紋章。

ブランデンブルクの統治者の一覧（ブランデンブルクとうちしゃのいちらん）では、神聖ローマ帝国の領邦君主の一人であるブランデンブルク辺境伯（選帝侯）を一覧で列挙する。
ブランデンブルク辺境伯領は神聖ローマ帝国の主要な構成国の一つである。1157年にノルトマルク辺境伯アルブレヒト1世（熊公）がブランデンブルク辺境伯を設置したことに始まる。1356年にカール4世が金印勅書を発したことで選帝侯の地位を獲得する。
初期は様々な家系が支配したが、1415年以降は一貫してホーエンツォレルン家が5世紀にわたって統治した。ブランデンブルク辺境伯及び選帝侯は1806年の神聖ローマ帝国崩壊で廃された。
しかしながらホーエンツォレルン家はプロイセン王国（ホーエンツォレルン家は1701年に「プロイセンの王」を、1772年にはプロイセン国王の地位を獲得した）と名を変えてベルリンを中心として統治し続けた。
1871年から1918年の間にはドイツ皇帝も兼ねている。

## ブランデンブルク辺境伯
| アスカーニエン家 | | | | | |
| 名前 | 名前 | 統治期間 | 統治期間 | 備考 | 備考 |
| アルブレヒト1世 | アルブレヒト1世 | 1157年 - 1170年 | 1157年 - 1170年 | 1134年以降はノルトハイムの統治者。「熊公」と呼ばれた。 | 1134年以降はノルトハイムの統治者。「熊公」と呼ばれた。 |
| オットー1世 | オットー1世 | 1170年 - 1184年 | 1170年 - 1184年 | アルブレヒト1世の息子で1144年からは父親と共同統治。 | アルブレヒト1世の息子で1144年からは父親と共同統治。 |
| オットー2世 | オットー2世 | 1184年 - 1205年 | 1184年 - 1205年 | オットー1世の息子。 | オットー1世の息子。 |
| アルブレヒト2世 | アルブレヒト2世 | 1205年 - 1220年 | 1205年 - 1220年 | オットー2世の弟。 | オットー2世の弟。 |
| - ヨハン1世 - オットー3世 | - ヨハン1世 - オットー3世 | - 1220年 - 1266年 - 1220年 - 1267年 | - 1220年 - 1266年 - 1220年 - 1267年 | アルブレヒト2世の息子、共同統治。 | アルブレヒト2世の息子、共同統治。 |
| 1266年から1319年の間、ブランデンブルクは共に辺境伯の称号を持つブランデンブルク＝シュテンダルとブランデンブルク＝ザルツヴェーデルの2つの系統に分裂した。            | | | | | |
| ブランデンブルク＝シュテンダル | ブランデンブルク＝シュテンダル | ブランデンブルク＝シュテンダル | ブランデンブルク＝ザルツヴェーデル | ブランデンブルク＝ザルツヴェーデル | ブランデンブルク＝ザルツヴェーデル |
| ヨハン1世の息子たちの共同統治： - ヨハン2世（1266年 - 1282年） - コンラート（1266年 - 1304年） - オットー4世（1266年 - 1308年） - ハインリヒ1世（1266年 - 1318年） | ヨハン1世の息子たちの共同統治： - ヨハン2世（1266年 - 1282年） - コンラート（1266年 - 1304年） - オットー4世（1266年 - 1308年） - ハインリヒ1世（1266年 - 1318年） | ヨハン1世の息子たちの共同統治： - ヨハン2世（1266年 - 1282年） - コンラート（1266年 - 1304年） - オットー4世（1266年 - 1308年） - ハインリヒ1世（1266年 - 1318年） | オットー3世の息子たちの共同統治： - ヨハン3世（1267年 - 1268年） - オットー5世（1267年 - 1298年） - オットー6世（1267年 - 1291年） - アルブレヒト3世（1267年 - 1300年） | オットー3世の息子たちの共同統治： - ヨハン3世（1267年 - 1268年） - オットー5世（1267年 - 1298年） - オットー6世（1267年 - 1291年） - アルブレヒト3世（1267年 - 1300年） | オットー3世の息子たちの共同統治： - ヨハン3世（1267年 - 1268年） - オットー5世（1267年 - 1298年） - オットー6世（1267年 - 1291年） - アルブレヒト3世（1267年 - 1300年） |
| 共同統治： - ヴァルデマール（1308年 - 1319年） - コンラートの息子。 - ハインリヒ2世（1319年 - 1320年） - ハインリヒ1世の息子。                                     | 共同統治： - ヴァルデマール（1308年 - 1319年） - コンラートの息子。 - ハインリヒ2世（1319年 - 1320年） - ハインリヒ1世の息子。                                     | 共同統治： - ヴァルデマール（1308年 - 1319年） - コンラートの息子。 - ハインリヒ2世（1319年 - 1320年） - ハインリヒ1世の息子。                                     | 共同統治： - ヘルマン（1298年 - 1308年、1300年以降は単独統治） - ヨハン5世（1308年 - 1317年）                                                                           | 共同統治： - ヘルマン（1298年 - 1308年、1300年以降は単独統治） - ヨハン5世（1308年 - 1317年）                                                                           | 共同統治： - ヘルマン（1298年 - 1308年、1300年以降は単独統治） - ヨハン5世（1308年 - 1317年）                                                                           |
| 1320年にアスカーニエン家が断絶すると、ヴィッテルスバッハ家出身の神聖ローマ皇帝ルートヴィヒ4世がブランデンブルクを獲得し、後に長男のルートヴィヒ5世を封じた。       | | | | | |
| ヴィッテルスバッハ家 | | | | | |
| 名前 | 名前 | 統治期間 | 統治期間 | 備考 | 備考 |
| ルートヴィヒ2世 | ルートヴィヒ2世 | 1323年 - 1351年 | 1323年 - 1351年 | ハインリヒ2世の従弟で神聖ローマ皇帝ルートヴィヒ4世の息子。 | ハインリヒ2世の従弟で神聖ローマ皇帝ルートヴィヒ4世の息子。 |
| ルートヴィヒ3世 | ルートヴィヒ3世 | 1351年 - 1356年 | 1351年 - 1356年 | ルートヴィヒ2世の弟。1356年に選帝侯位を獲得。 | ルートヴィヒ2世の弟。1356年に選帝侯位を獲得。 |

## ブランデンブルク選帝侯
| ヴィッテルスバッハ家 |                               |                |                | |
| 肖像画               | 名前                          | 統治開始       | 統治終了       | 備考 |
|                      | ルートヴィヒ3世               | 1356年1月10日  | 1365年3月17日  | 初代ブランデンブルク選帝侯。「ローマ人」と呼ばれる。 |
|                      | オットー7世                   | 1365年3月17日  | 1373年8月18日  | ルートヴィヒ3世の弟で1351年から共同統治。しかし幼かった為（1346年生まれ）、兄の死まで実権を持たなかった。1373年に退位したが、1379年の死まで選帝侯の称号を有していた。                                                                         |
| ルクセンブルク朝     |                               |                |                | |
| 肖像画               | 名前                          | 統治開始       | 統治終了       | 備考 |
|                      | ヴェンツェル                  | 1373年10月2日  | 1378年11月29日 | 神聖ローマ皇帝カール4世はオットー7世から選帝侯の地位を買収して息子のヴェンツェルに授けた。ヴェンツェルは未だ幼かったので（1361年生まれ）、父帝が実権を握った。                                                                                |
|                      | ジギスムント                  | 1378年11月29日 | 1388年         | ヴェンツェルの異母弟で、ローマ王・ボヘミア王となった兄の優位を認める形でブランデンブルクを統治した。己の上位を認める形でブランデンブルクを従弟のヨープストに譲渡した。                                                                        |
|                      | ヨープスト                    | 1388年         | 1411年1月16日  | ヴェンツェルとジギスムントの従弟でカール4世の甥。1410年にジギスムントの対抗馬としてローマ王に選出されるも、ほどなく死去した。 |
|                      | ジギスムント                  | 1411年1月16日  | 1415年4月30日  | ヨープストの死により単独のローマ王になり、再びブランデンブルクの統治者となった。 |
| ホーエンツォレルン家 |                               |                |                | |
| 肖像画               | 名前                          | 統治開始       | 統治終了       | 備考 |
|                      | フリードリヒ1世               | 1415年4月30日  | 1440年9月20日  | 元はニュルンベルク城伯。ジギスムントによって1415年にブランデンブルク選帝侯位を指名され、1417年に授けられた。長男のヨハンは1425年から1437年にかけて辺境伯としてブランデンブルクを統治したが、フリードリヒ1世は選帝侯位を保持したままであった。 |
|                      | フリードリヒ2世               | 1440年9月20日  | 1471年2月10日  | フリードリヒ1世の次男。「鉄歯公」と呼ばれた。1437年からブランデンブルクを統治し、1440年の父の死により選帝侯となる。 |
|                      | アルブレヒト・アヒレス        | 1471年2月10日  | 1486年3月11日  | フリードリヒ2世の弟。 |
|                      | ヨハン・ツィーツェロ          | 1486年3月11日  | 1499年1月9日   | アルブレヒト・アヒレスの息子。 |
|                      | ヨアヒム1世ネストル           | 1499年1月9日   | 1535年7月11日  | ヨハン・ツィーツェロの息子。弟のマインツ選帝侯アルブレヒトと1499年から1513年まで共同統治。しかしヨアヒム1世だけが選帝侯だった。 |
|                      | ヨアヒム2世ヘクトル           | 1535年7月11日  | 1571年1月3日   | ヨアヒム1世の息子。プロテスタントに改宗した最初のブランデンブルク選帝侯。 |
|                      | ヨハン・ゲオルク              | 1571年1月3日   | 1598年1月8日   | ヨアヒム2世の息子。 |
|                      | ヨアヒム・フリードリヒ        | 1598年1月8日   | 1608年7月28日  | ヨハン・ゲオルクの息子。 |
|                      | ヨハン・ジギスムント          | 1608年7月28日  | 1619年11月3日  | ヨアヒム・フリードリヒの息子。1618年以降はプロイセン公を兼ねる。 |
|                      | ゲオルク・ヴィルヘルム        | 1619年11月3日  | 1640年12月1日  | ヨハン・ジギスムントの息子。三十年戦争期間中に統治。兼プロイセン公。 |
|                      | フリードリヒ・ヴィルヘルム    | 1640年12月1日  | 1688年5月9日   | ゲオルク・ヴィルヘルムの息子。「大選帝侯」と呼ばれた。兼プロイセン公。 |
|                      | フリードリヒ1世               | 1688年5月9日   | 1713年2月25日  | フリードリヒ・ヴィルヘルムの息子。1701年に「プロイセンの王」フリードリヒ1世として即位。 |
|                      | フリードリヒ・ヴィルヘルム1世 | 1713年2月25日  | 1740年5月1日   | フリードリヒ3世の息子。兼プロイセンの王。「兵隊王」と呼ばれた。 |
|                      | フリードリヒ2世               | 1740年5月1日   | 1786年8月17日  | フリードリヒ・ヴィルヘルム2世の息子。西プロイセン併合後の1772年に「プロイセン国王」となる。「フリードリヒ大王」と呼ばれた。 |
|                      | フリードリヒ・ヴィルヘルム2世 | 1786年8月17日  | 1797年11月6日  | フリードリヒ4世の甥。兼プロイセン国王 |
|                      | フリードリヒ・ヴィルヘルム3世 | 1797年11月6日  | 1806年8月6日   | フリードリヒ・ヴィルヘルム2世の息子。1806年に神聖ローマ帝国が崩壊すると、フリードリヒ・ヴィルヘルム3世は1840年の死までブランデンブルクを含む独立したプロイセン王国の国王となった。                                                            |

以後はプロイセン統治者の一覧を参照。

## 第二次世界大戦後

### ブランデンブルク州首相（1945年から1952年まで）
- カール・シュタインホーフ（ドイツ語版）（SPD/SED、1945年 - 1949年）
- ルドルフ・ヤーン（ドイツ語版）（SED、1949年 - 1952年）

東ドイツの行政が廃止されると、ブランデンブルクの地の回復は1990年のドイツ再統一の前触れとなった。

### ブランデンブルク州首相（1990年以降）
- マンフレート・シュトルペ（SPD、1990年 - 2002年）
- マティアス・プラツェック（SPD、2002年 - 2013年）
- ディートマー・ヴォイトケ (SPD、2013年-)